# Petja Nedeltschewa
Petya Nedelcheva (bulgarisch Петя Неделчева; * 30. Juli 1983 in Stara Sagora, Bulgarien, englische Transkription Petya Nedelcheva) ist eine bulgarische Badmintonspielerin.

## Karriere
Nedelcheva dominiert in ihrem Heimatland die Frauenwettbewerbe seit 1999 souverän. Seit dieser Zeit gewann sie über 20 Titel in den Einzeldisziplinen in Bulgarien. 2003 gewann sie die Czech International und die Iceland International sowohl im Dameneinzel als auch im Damendoppel sowie die Bulgarian International, 2004 die Austrian International und die Welsh International.
Nedelcheva nahm im Badminton bei Olympia 2004 teil.
Im Dameneinzel schlug sie Tine Rasmussen aus Dänemark und Seo Yoon-hee aus Südkorea in den ersten beiden Runden. Im Viertelfinale unterlag Nedelcheva gegen Zhou Mi aus China mit 11:4, 11:1. Nedeltschewas Partnerin im Doppel war Neli Botewa. Sie wurden in der Runde der letzten 32 von Ella Tripp und Joanne Wright aus Großbritannien bezwungen.
2005 gewann sie die Polish Open, die Slovak International und drei Titel bei den Bulgarian International, 2006 die Romanian International und die Croatian International. 2009 wurde sie Zweite bei den Dutch International.

## Sportliche Erfolge
| Saison    | Veranstaltung                                 | Disziplin   | Platz | Name                                    |
| --------- | --------------------------------------------- | ----------- | ----- | --------------------------------------- |
| 1999      | Balkan U19 Championships                      | Dameneinzel | 1     | Petya Nedelcheva                        |
| 1999      | Bulgarien: Einzelmeisterschaften              | Mixed       | 1     | Konstantin Dobrev / Petya Nedelcheva    |
| 1999      | Bulgarien: Einzelmeisterschaften              | Damendoppel | 1     | Raina Tzvetkova / Petya Nedelcheva      |
| 1999      | Balkan U19 Championships                      | Mixed       | 1     | Shishov / Petya Nedelcheva              |
| 1999      | Balkan U19 Championships                      | Damendoppel | 1     | Dimitriika Dimitrova / Petya Nedelcheva |
| 1999      | Balkan Championships                          | Mixed       | 1     | Konstantin Dobrev / Petya Nedelcheva    |
| 1999      | Cyprus International                          | Dameneinzel | 1     | Petya Nedelcheva                        |
| 1999      | Weltmeisterschaft                             | Mixed       | 17    | Svetoslav Stoyanov / Petya Nedelcheva   |
| 2000      | Balkan U19 Championships                      | Dameneinzel | 1     | Petya Nedelcheva                        |
| 2000      | Bulgarien: Einzelmeisterschaften              | Damendoppel | 1     | Petya Nedelcheva / Neli Boteva          |
| 2000      | Greece International                          | Damendoppel | 1     | Petya Nedelcheva / Diana Koleva         |
| 2000      | Balkan Championships                          | Damendoppel | 1     | Nely Boteva / Petya Nedelcheva          |
| 2000      | Balkan U19 Championships                      | Damendoppel | 1     | Petya Nedelcheva / Ivanova              |
| 2000      | Balkan U19 Championships                      | Mixed       | 1     | Metodiev / Petya Nedelcheva             |
| 2000      | Greece International                          | Dameneinzel | 1     | Petya Nedelcheva                        |
| 2000      | Bulgarien: Einzelmeisterschaften              | Mixed       | 1     | Konstantin Dobrev / Petya Nedelcheva    |
| 2000      | Balkan Championships                          | Mixed       | 1     | Konstantin Dobrev / Petya Nedelcheva    |
| 2000      | Greece International                          | Mixed       | 1     | Slantchezar Tzankov / Petya Nedelcheva  |
| 2001      | Junioren-Europameisterschaft                  | Damendoppel | 3     | Petya Nedelcheva / Maya Ivanova         |
| 2001      | Hungarian International                       | Dameneinzel | 1     | Petya Nedelcheva                        |
| 2001      | Junioren-Europameisterschaft                  | Dameneinzel | 3     | Petya Nedelcheva                        |
| 2001      | Bulgarien: Einzelmeisterschaften der Junioren | Mixed       | 1     | Stefan Lutzkanov / Petya Nedelcheva     |
| 2001      | Bulgarien: Einzelmeisterschaften der Junioren | Dameneinzel | 1     | Petya Nedelcheva                        |
| 2001      | Bulgarien: Einzelmeisterschaften der Junioren | Damendoppel | 1     | Petya Nedelcheva / Maya Ivanova         |
| 2001      | Weltmeisterschaft                             | Mixed       | 33    | Konstantin Dobrev / Petya Nedelcheva    |
| 2001      | Weltmeisterschaft                             | Dameneinzel | 17    | Petya Nedelcheva                        |
| 2001      | Bulgarien: Einzelmeisterschaften              | Damendoppel | 1     | Petya Nedelcheva / Maya Ivanova         |
| 2001      | Bulgarian International                       | Dameneinzel | 1     | Petya Nedelcheva                        |
| 2001      | Bulgarien: Einzelmeisterschaften              | Mixed       | 1     | Konstantin Dobrev / Petya Nedelcheva    |
| 2001/2002 | EBU Circuit                                   | Dameneinzel | 1     | Petya Nedelcheva                        |
| 2002      | Greece International                          | Dameneinzel | 1     | Petya Nedelcheva                        |
| 2002      | Greece International                          | Mixed       | 1     | Konstantin Dobrev / Petya Nedelcheva    |
| 2002      | Finnish International                         | Mixed       | 1     | Konstantin Dobrev / Petya Nedelcheva    |
| 2002      | Greece International                          | Damendoppel | 1     | Petya Nedelcheva / Neli Boteva          |
| 2002      | Bulgarien: Einzelmeisterschaften              | Damendoppel | 1     | Petya Nedelcheva / Nely Boteva          |
| 2002      | Bulgarien: Einzelmeisterschaften der Junioren | Dameneinzel | 1     | Petya Nedelcheva                        |
| 2002      | Bulgarien: Einzelmeisterschaften der Junioren | Damendoppel | 1     | Petya Nedelcheva / Maya Ivanova         |
| 2002      | Slovenian International                       | Dameneinzel | 1     | Petya Nedelcheva                        |
| 2002      | Croatian International                        | Dameneinzel | 1     | Petya Nedelcheva                        |
| 2002      | Bulgarien: Einzelmeisterschaften              | Dameneinzel | 1     | Petya Nedeltcheva                       |
| 2002      | Iceland International                         | Dameneinzel | 1     | Petya Nedeltcheva                       |
| 2002/2003 | EBU Circuit                                   | Dameneinzel | 1     | Petya Nedelcheva                        |
| 2003      | Bulgarien: Einzelmeisterschaften              | Damendoppel | 1     | Petya Nedelcheva / Diana Koleva         |
| 2003      | Bulgarian International                       | Dameneinzel | 1     | Petya Nedelcheva                        |
| 2003      | Weltmeisterschaft                             | Mixed       | 17    | Konstantin Dobrev / Petya Nedelcheva    |
| 2003      | Iceland International                         | Dameneinzel | 1     | Petya Nedelcheva                        |
| 2003      | Weltmeisterschaft                             | Damendoppel | 9     | Neli Boteva / Petya Nedelcheva          |
| 2003      | Weltmeisterschaft                             | Dameneinzel | 33    | Petya Nedelcheva                        |
| 2003      | Bulgarian International                       | Damendoppel | 1     | Petya Nedelcheva / Neli Boteva          |
| 2003      | Czech International                           | Damendoppel | 1     | Petya Nedelcheva / Neli Boteva          |
| 2003      | Czech International                           | Dameneinzel | 1     | Petya Nedelcheva                        |
| 2003      | Iceland International                         | Damendoppel | 1     | Petya Nedelcheva / Neli Botewa          |
| 2003/2004 | EBU Circuit                                   | Damendoppel | 1     | Neli Boteva / Petya Nedelcheva          |
| 2003/2004 | EBU Circuit                                   | Dameneinzel | 1     | Petya Nedelcheva                        |
| 2004      | Bulgarien: Einzelmeisterschaften              | Dameneinzel | 1     | Petya Nedelcheva                        |
| 2004      | Austrian International                        | Damendoppel | 1     | Petya Nedelcheva / Neli Boteva          |
| 2004      | Finnish International                         | Damendoppel | 1     | Neli Boteva / Petya Nedelcheva          |
| 2004      | Welsh International                           | Dameneinzel | 1     | Petya Nedelcheva                        |
| 2004      | Dutch International                           | Damendoppel | 1     | Petya Nedelcheva / Nely Boteva          |
| 2004      | Bulgarien: Einzelmeisterschaften              | Damendoppel | 1     | Petya Nedelcheva / Nely Boteva          |
| 2004      | Olympia                                       | Dameneinzel | 5     | Petya Nedelcheva                        |
| 2004      | Irish Open                                    | Dameneinzel | 1     | Petya Nedelcheva                        |
| 2004      | Welsh International                           | Damendoppel | 1     | Petya Nedelcheva / Yuan Wemyss          |
| 2004      | Hungarian International                       | Dameneinzel | 1     | Petya Nedelcheva                        |
| 2004      | Volant d’Or de Toulouse                       | Damendoppel | 1     | Anastasia Russkikh / Petya Nedelcheva   |
| 2004      | Bulgarien: Einzelmeisterschaften              | Mixed       | 1     | Vladimir Metodiev / Petya Nedelcheva    |
| 2005      | Bulgarian International                       | Dameneinzel | 1     | Petya Nedelcheva                        |
| 2005      | Bulgarien: Einzelmeisterschaften              | Mixed       | 1     | Vladimir Metodiev / Petya Nedelcheva    |
| 2005      | Bulgarien: Einzelmeisterschaften              | Dameneinzel | 1     | Petya Nedelcheva                        |
| 2005      | Bulgarien: Einzelmeisterschaften              | Damendoppel | 1     | Petya Nedelcheva / Maya Ivanova         |
| 2005      | Slovak International                          | Dameneinzel | 1     | Petya Nedelcheva                        |
| 2005      | Bulgarian International                       | Damendoppel | 1     | Petya Nedelcheva / Diana Dimova         |
| 2005      | Polish International                          | Dameneinzel | 1     | Petya Nedelcheva                        |
| 2005      | Bulgarian International                       | Mixed       | 1     | Vladimir Metodiev / Petya Nedelcheva    |
| 2005      | Dutch International                           | Dameneinzel | 1     | Petya Nedelcheva                        |
| 2005/2006 | EBU Circuit                                   | Dameneinzel | 1     | Petya Nedelcheva                        |
| 2006      | Bulgarien: Einzelmeisterschaften              | Mixed       | 1     | Vladimir Metodiev / Petya Nedelcheva    |
| 2006      | Romanian International                        | Damendoppel | 1     | Petya Nedelcheva / Diana Dimova         |
| 2006      | Bulgarian International                       | Damendoppel | 1     | Petya Nedelcheva / Diana Dimova         |
| 2006      | Bulgarien: Einzelmeisterschaften              | Dameneinzel | 1     | Petya Nedelcheva                        |
| 2006      | Croatian International                        | Dameneinzel | 1     | Petya Nedelcheva                        |
| 2006      | Romanian International                        | Dameneinzel | 1     | Petya Nedelcheva                        |
| 2006      | Bulgarien: Einzelmeisterschaften              | Damendoppel | 1     | Petya Nedelcheva / Diana Dimova         |
| 2007      | Greece International                          | Damendoppel | 1     | Diana Dimova / Petya Nedelcheva         |
| 2007      | Bulgarian International                       | Dameneinzel | 1     | Petya Nedelcheva                        |
| 2007      | Türkei: Internationale Meisterschaften        | Dameneinzel | 2     | Petya Nedelcheva                        |
| 2007      | Bulgarien: Einzelmeisterschaften              | Damendoppel | 1     | Petya Nedelcheva / Diana Dimova         |
| 2007      | Greece International                          | Dameneinzel | 1     | Petya Nedelcheva                        |
| 2007      | Bulgarien: Einzelmeisterschaften              | Dameneinzel | 1     | Petya Nedelcheva                        |
| 2007      | Türkei: Internationale Meisterschaften        | Damendoppel | 2     | Petya Nedelcheva / Diana Dimova         |
| 2008      | Olympia                                       | Dameneinzel | 9     | Petya Nedelcheva                        |
| 2008      | Bulgarian International                       | Dameneinzel | 1     | Petya Nedelcheva                        |
| 2008      | Hungarian International                       | Dameneinzel | 1     | Petya Nedelcheva                        |
| 2009      | Bulgarian International                       | Damendoppel | 1     | Petya Nedelcheva / Anastasia Russkikh   |
| 2009      | Romanian International                        | Dameneinzel | 1     | Petya Nedelcheva                        |
| 2009      | Dutch International                           | Dameneinzel | 2     | Petya Nedelcheva                        |
| 2009      | Polish International                          | Damendoppel | 1     | Diana Dimova / Petya Nedelcheva         |
| 2009      | Romanian International                        | Damendoppel | 1     | Petya Nedelcheva / Dimitria Popstoikova |
| 2009      | Bulgarian International                       | Dameneinzel | 1     | Petya Nedelcheva                        |
| 2010      | Europameisterschaft                           | Damendoppel | 2     | Petya Nedelcheva / Anastasia Russkikh   |
| 2011      | Bulgarien: Einzelmeisterschaften              | Dameneinzel | 1     | Petya Nedelcheva                        |
| 2011      | Bulgarien: Einzelmeisterschaften              | Damendoppel | 1     | Petya Nedelcheva / Diana Dimova         |
| 2011      | Strasbourg Masters                            | Dameneinzel | 1     | Petya Nedelcheva                        |
| 2012      | Bulgarian International                       | Dameneinzel | 1     | Petya Nedelcheva                        |
| 2013      | Czech International                           | Damendoppel | 1     | Petya Nedelcheva / Imogen Bankier       |